# Torneio Super Four da Argentina
Torneio Super Four da Argentina é um torneio de basquetebol masculino realizado na Argentina.

## Edições
| Edição | Ano  | Local de Disputa                       | Campeão   | Ref.  |
| ------ | ---- | -------------------------------------- | --------- | ----- |
| I      | 2009 | Rosário (Ginásio do Newell`s Old Boys) | Argentina | [ 2 ] |
| II     | 2012 | Torneio Super Four de Buenos Aires     | Argentina | [ 3 ] |